# 권은실
권은실(1983년 9월 17일~)은 조선민주주의인민공화국의 양궁 선수이다.